# HWiNFO
HWiNFO, HWiNFO32 i HWiNFO64 – seria darmowych, prostych programów diagnostycznych dla systemów Windows rozwijanych nieprzerwanie od 1999 roku przez Martina Mailka. W styczniu 2023 ukazała się wersja 7.36, a 21 lutego 7.40. Program dość często aktualizowany: nowe wersje pokazują się kilka razy w roku wymuszone przez częste zmiany sprzętowe. Programy zbierają i wyświetlają szczegółowe dane o podzespołach obecnym w komputerze: procesorze, płycie głównej, pamięci RAM, karcie graficznej itp. bez konieczności demontażu komputera. HWiNFO32 przeznaczone jest dla każdego systemu Windows, wersja HWiNFO64 wyłącznie dla 64-bitowych wersji.
Jest również wersja WHiNFO64 Pro, na którą wymagana jest licencja. Umożliwia ona korzystanie z aplikacji w środowisku komercyjnym.

## Funkcje
HWiNFO32 i HWiNFO64 mają następujące cechy:
- Wyświetlanie informacji sprzętowych dot. płyty głównej, CPU, karty graficznej i dysków twardych.

- Odczyt temperatury i napięci rdzeni obliczeniowych.

- Eksportowanie do zwykłego pliku tekstowego, CSV, XML, HyperText MatZrkup Language i MHTML[10].

Ponadto istnieje możliwość wykonania testów wydajnościowych w HWiNFO32.

## Oceny
Redakcja PC World w 2020 dla wersji 6 przyznała 4 gwiazdki na 5. Wersja 7 od Komputer Świat otrzymała ocenę 5 na 5, natomiast niemiecka wersja serwisu Chip przyznała 3.5 na 5 gwiazdek dla wersji 7. Ocenę 4 otrzymał także od PC Mag (wersja z 2014) oraz serwisu DobreProgramy (wersja 7.30 z września 2022).